# Deputacja Centralna Wielkiego Księstwa Litewskiego
Deputacja Centralna Wielkiego Księstwa Litewskiego – organ powołany przez Radę Najwyższą Narodową na terenie I Rzeczypospolitej w czasie insurekcji kościuszkowskiej 1 czerwca 1794 roku, zastąpiła rozwiązaną Radę Najwyższą Litewską. Została rozwiązana po III rozbiorze Polski w 1795 roku.
Miała strukturę organizacyjną i status komisji porządkowej. W założeniu miała być narzędziem wykonawczym Naczelnika Siły Zbrojnej i RNN, tak jak inne pośrednicze władze.

## Skład
Liczyła 7 deputowanych i 28 zastępców.
- Antoni Tyzenhauz, prezydent Wilna, kierownik Wydziału Porządku
- Walenty Gorecki, wojski wileński, kierownik Wydziału Bezpieczeństwa
- Stanisław Wojciech Mirski, pisarz wielki litewski, kierownik Wydziału Sprawiedliwości
- Józef Niesiołowski, wojewoda nowogródzki, kierownik Wydziału Skarbu
- Benedykt Beniamin Morykoni, pisarz wielki litewski, kierownik Wydziału Żywności
- Jerzy Białopiotrowicz, pisarz wojsk litewskich, kierownik Wydziału Potrzeb Wojskowych
- Dawid Pilchowski, prałat, kierownik Wydziału Instrukcji Narodowej